# سرگئی زالیوتین
سرگئی زالیوتین (به انگلیسی: Sergei Zalyotin) فضانورد اهل کشور روسیه است که در ۲۱ آوریل ۱۹۶۲ در شچیوکینو زاده شد. وی در مأموریت سایوز تی‌ام-۳۰، سایوز تی‌ام‌ای-۱، سایوز تی‌ام-۳۴ حضور داشته است.